# Andrea Falconieri
Andrea Falconieri (zum Teil auch Andrea Falconiero; * um 1585 vermutlich in Neapel; † 29. Juli 1656 wahrscheinlich in Neapel) war ein italienischer Lautenspieler, Sänger und Komponist.

## Leben
Andrea Falconieri bezeichnete sich auf den Titelblättern seiner Werke als Napolitano. Bereits in seiner Jugend wurde er am Hofe des Herzogs von Parma ausgebildet. Er wirkte anschließend an verschiedenen italienischen Adelshöfen, in Rom, Modena und Parma. Zwischen 1621 und 1628 bereiste er Spanien und Frankreich. Ab 1639 war er Theorbenspieler der Real Capella di Palazzo in Neapel, die unter der Leitung von Giovanni Maria Trabaci stand. Nach dessen Tod erhielt Falconieri am 15. Januar 1648 die Kapellmeisterstelle. Er starb während einer Pestepidemie im Jahre 1656.
Sein Werk besteht aus Motetten, Madrigalen, Villanellen mit Gitarren-Tabulatur und Instrumentalwerken.

## Werke (Auswahl)
- 1616 „Libro primo di vilanelle a 1, 2, 3 voci“, dem Kardinal Carlo di Ferdinando de’ Medici gewidmet
- 1650 „Primo libro di canzone, sinfonie, fantasie, capricci, brandi, correnti, gagliarde, alemane, volte per violini, viole overo altro strumento á uno, due, et tré con il basso continuo“, Juan José de Austria, unehelichem Sohn des spanischen Königs Philipp IV. gewidmet. In diesem Werk kombiniert er den italienischen und spanischen Stil der frühbarocken Tanzmusik.